# 12064 Guiraudon
12064 Guiraudon è un asteroide della fascia principale. Scoperto nel 1998, presenta un'orbita caratterizzata da un semiasse maggiore pari a 2,5722984 UA e da un'eccentricità di 0,0720326, inclinata di 21,54832° rispetto all'eclittica.